# Aporophyla cinerea
Aporophyla cinerea là một loài bướm đêm trong họ Noctuidae.